# Cantone di Reichshoffen
Il Cantone di Reichshoffen è una divisione amministrativa dell'arrondissement di Haguenau-Wissembourg.
È stato costituito a seguito della riforma approvata con decreto del 18 febbraio 2014, che ha avuto attuazione dopo le elezioni dipartimentali del 2015.

## Composizione
Comprende i 45 comuni di:
- Biblisheim
- Bitschhoffen
- Dambach
- Dieffenbach-lès-Wœrth
- Durrenbach
- Engwiller
- Eschbach
- Forstheim
- Frœschwiller
- Gœrsdorf
- Gumbrechtshoffen
- Gundershoffen
- Gunstett
- Hegeney
- Kindwiller
- Kutzenhausen
- Lampertsloch
- Langensoultzbach
- Laubach
- Lembach
- Lobsann
- Merkwiller-Pechelbronn
- Mertzwiller
- Mietesheim
- Morsbronn-les-Bains
- Niederbronn-les-Bains
- Niedermodern
- Niedersteinbach
- Oberbronn
- Oberdorf-Spachbach
- Obersteinbach
- Offwiller
- Pfaffenhoffen
- Preuschdorf
- Reichshoffen
- Rothbach
- Uberach
- Uhrwiller
- Uttenhoffen
- Walbourg
- La Walck
- Windstein
- Wingen
- Wœrth
- Zinswiller